# Distrito de Žiar nad Hronom
El distrito de Žiar nad Hronom (en eslovaco Okres Žiar nad Hronom) es una unidad administrativa (okres) de Eslovaquia Central, situado en la región de Banská Bystrica, con 48 053 habitantes (en 2003) y una superficie de 532 km².

## Demografía
| Año        | 1994   | 2004    | 2014    | 2024    |
| ---------- | ------ | ------- | ------- | ------- |
| Población  | 48 435 | 47 803  | 47 736  | 43 345  |
| Diferencia |        | −1,30 % | −0,14 % | −9,19 % |

| Año        | 2023   | 2024    |
| ---------- | ------ | ------- |
| Población  | 43 738 | 43 345  |
| Diferencia |        | −0,89 % |

## Ciudades
- Kremnica 5358
- Žiar nad Hronom (capital) 19 188

## Municipios (población año 2017)
- Bartošova Lehôtka 359
- Bzenica 583
- Dolná Trnávka 336
- Dolná Ves 243
- Dolná Ždaňa 893
- Hliník nad Hronom 2860
- Horná Ves 689
- Horná Ždaňa 554
- Hronská Dúbrava 427
- Ihráč 523
- Janova Lehota 976
- Jastrabá 537
- Kopernica 426
- Kosorín 459
- Krahule 267
- Kremnické Bane 268
- Kunešov 216
- Ladomerská Vieska 777
- Lehôtka pod Brehmi 420
- Lovča 672
- Lovčica-Trubín 1594
- Lúčky 200
- Lutila 1341
- Nevoľné 415
- Pitelová 622
- Prestavlky 690
- Prochot 547
- Repište 284
- Sklené Teplice 388
- Slaská 468
- Stará Kremnička 1143
- Trnavá Hora 1239
- Vyhne 1198